# 테레사 수녀
테레사 수녀(영어: Mother Teresa, 1910년 8월 26일~1997년 9월 5일 총 87살)는 주로 인도에서 활동한 로마 가톨릭 교회의 수녀다. 1950년에 인도의 콜카타에서 사랑의 선교회라는 천주교 계통 수녀회를 설립하였다. 이후 45년간 사랑의 선교회를 통해 빈민과 병자, 고아, 그리고 죽어가는 이들을 위해 다른 나라에서 헌신하였다. 본명은 아네저 곤제 보야지우(알바니아어: Anjezë Gonxhe Bojaxhiu)이다. 2016년 9월 5일 성인으로 되었다.
1970년대 세계적으로 가난한 이들을 대변하는 인도주의자로 널리 알려졌다. 1979년 노벨 평화상을 수상하였고 1980년 인도의 가장 높은 시민 훈장인 바라트 라트나(Bharat Ratna)를 받았다. 테레사 수녀의 사랑의 선교회는 계속 확장하여 그녀가 사망하기까지 나병과 결핵, 에이즈 환자를 위한 요양원과 거처, 무료 급식소, 상담소, 고아원, 학교 등을 포함해 123개 국가에 610개의 선교 단체를 설립하였다.
그녀는 사후 교황 요한 바오로 2세에 의해 시복되어 "캘커타의 복녀 테레사"라는 호칭을 받았다. 그녀의 공인 전기는 나빈 차와가 작성하고 1992년에 출판했으며 영화와 기타 책의 주제가 되었다. 2017년 9월 6일, 테레사 수녀와 성 프란시스코 사비에르는 콜카타의 로마 가톨릭 대교구의 공동 후원자로 지명되었다. 마더 테레사(Mother Teresa)라고 불리기도 한다.

## 생애
1910년, 오스만 제국령 북마케도니아의 스코페에서 알바니아계 로마 가톨릭 가정에서 태어났다. 아버지 니콜 보야지우는 1919년 시 의원 자격으로 정치 행사에도 참가했다가 의문사하였다. 1928년에 아일랜드의 라스판햄으로 이주해서 로레토 수녀회에 입회 하였다. 이때 로마 가톨릭교회의 수녀가 되고 테레사로 개명하였다. 그 이후 인도로 선교 활동과 빈민 구제를 목적으로 당시 영국의 식민지이던 인도로 이주하였다. 1947년, 인도 자치령이 독립하고 1950년에 인도 공화국으로 국호를 결정하자, 인도에 귀화해 로마 가톨릭 계열의 선교 단체인 사랑의 선교회를 설립하였다. 1952년 8월 22일 "죽어가는 사람들의 집"(Home for Sick and Dying Destitutes) 또는 "순결한 마음의 장소"(Place of Pure Heart, 벵골어: Nirmal Hriday의 번역)이라는 죽어가는 사람들을 위한 공간을 지었다. 이때 테레사 수녀는 콜카타 시청에서 제공한 건물을 썼는데, 칼리 신전 뒤에 있었고 순례자들의 숙소로 쓰였다. 건물이 사용하기 편리해서 기꺼이 쓰려고 마음먹었다. 당시 힌두교도들은 로마 가톨릭 교도들이 선교 활동을 위해 건물을 쓸 것을 의심해서 시위를 벌였으나, 사랑의 선 교회 수녀들이 종교에 구애 없이 복지 활동을 하는 모습을 보고 받아들였다. 1955년 9월 23일 "때의 집"(시슈 브하반)이라는 어린이 보호 시설을 개설하였고, 1958년에는 여기에 90명의 어린이들이 살 수 있는 공간을 마련하였다. 경찰과 공무원들이 고아와 버려진 어린이들을 보냈으며, 어린이들의 집에서는 이들을 먹이고 병도 고쳐주었다. 어린이들은 교육도 받고 해외로 입양되었다. 갓 난 아기는 로마 가톨릭 교도인 것을 알 수 있을 때만 세례를 주었다. 1968년에는 한센병 환자들의 커뮤니티인 평화의 마을(Shanti Nagar)을 개설하고, 1975년에는 회복 가능성이 있는 사람들을 위해 "사랑의 선물"(Prem Dan)이란 이름의 장기 요양소를 만들었다. 이런 여러 사회봉사 활동 덕분에 1979년 노벨 평화상을 수상하였다. 1997년 캘커타에서 87세의 나이로 선종 하였다.
| “ | 저는 우리 가난한 사람들을 위해 청빈을 선택합니다. 그러나 배고프고 벌거벗고 집이 없으며 신체에 장애가 있고 눈이 멀고 병에 걸려서, 사회로부터 돌봄을 받지 못하고 거부당하며 사랑 받지 못하며 사회에 짐이 되고 모든 이들이 외면하는, 사람들의 이름으로 이 상을 기쁘게 받습니다. | ” |

미국의 대통령인 로널드 레이건이 테레사 수녀에게 평화의 메달을 수여하는 모습 (1985년)

- 1980년 바라트 라트나(BR) 수훈.
- 1983년 영국 명예 메리트 훈장(honorary OM) 수훈.
- 1997년 9월 5일 인도 콜카타에서 사망. 9월 13일 인도 국장으로 장례.
- 2003년 10월 19일 교황 요한 바오로 2세에 의해 복녀 반열에 오름.
- 2016년 9월 4일 교황 프란치스코에 의해 성녀 반열에 오름.

### 국제 자선 단체
마더 테레사는 “혈통으로는 알바니아인이다. 국적으로는 인도인이다. 신앙으로는 가톨릭 수녀이다. 소명으로는 전 세계에 속한다. 마음으로는 완전히 예수님의 성심에 속한다”고 말했다.
그녀는 벵골어, 알바니아어, 세르보크로아트어, 영어, 힌디어 등 다섯 개 언어에 능통하며, 인도 외 지역에도 인도주의적 이유로 간헐적으로 방문했다. 1971년에는 수녀 네 명과 함께 분쟁 중인 벨파스트를 방문했으며, 그녀가 현지 상황이 지속적인 선교 활동을 정당화한다고 제안한 것이 일부에게 곤혹스러움을 안겨주었다. 선교 활동은 다른 방향으로 이뤄져야 한다고 믿는 고위 성직자들의 압력 속에, 지역 사회의 환영과 지지에도 불구하고 그녀와 수녀들은 1973년에 갑작스럽게 도시를 떠났다.
1982년 베이루트 포위전이 한창일 때, 마더 테레사는 이스라엘 군과 팔레스타인 게릴라 사이에 일시적인 휴전을 성사시켜 전선 병원에 갇혀 있던 아이들 37명을 구출했다. 그녀는 적십자 요원들과 함께 전쟁 지역을 통과해 병원으로 이동해 어린 환자들을 대피시켰다.
1980년대 후반, 동유럽이 점차 개방되자 마더 테레사는 자선수녀회의 활동을 거부하던 공산국가들에도 자신의 활동을 확장했다. 그녀는 낙태와 이혼에 대한 자신의 반대 입장에 대한 비판에도 굴하지 않고 수십 개의 프로젝트를 시작했다. 그녀는 “누가 뭐라고 하든, 미소로 받아들이고 자신의 일을 하라”고 말했다. 그녀는 1988년 지진 이후 아르메니아를 방문했으며, 소련 총리 니콜라이 르이즈코프와 면담했다.
마더 테레사는 에티오피아의 기아, 체르노빌의 방사능 피해자, 아르메니아의 지진 피해자들을 돕기 위해 여행했다. 1991년에는 처음으로 알바니아를 방문해 티라나에 자선수도회 형제들의 시설을 개소했다.
1996년까지 자선수도회는 100개국 이상에서 517개의 선교소를 운영하고 있었다. 자선수도회 수녀들의 수는 처음 12명에서 수천 명으로 늘어났으며, 전 세계 450개 센터에서 “가장 가난한 이들”을 섬기고 있었다. 미국 내 첫 자선수도회 시설은 뉴욕시 사우스 브롱크스 지역에 설립되었으며, 1984년까지 미국 전역에 19개의 시설이 운영되고 있었다.

### 건강 악화와 죽음
1983년, 테레사 수녀는 교황 요한 바오로 2세를 방문하기 위해 로마에 머무르던 중 심장마비를 일으켰다. 1989년 두 번째 심장마비 이후에는 심박동기를 삽입했다. 1991년에는 멕시코에서 폐렴을 앓은 뒤 추가적인 심장 문제를 겪었다. 테레사 수녀는 사랑의 선교회 총원장직에서 물러나겠다고 제안했지만, 비밀 투표를 통해 수도회 수녀들이 그녀의 유임을 원했고, 그녀는 계속 직무를 수행하기로 동의했다.
1996년 4월, 테레사 수녀는 넘어져 쇄골이 부러졌고, 그로부터 4개월 후에는 말라리아와 심부전증을 앓았다. 심장 수술을 받았지만 그녀의 건강은 분명히 악화되고 있었다. 캘커타 대교구장 헨리 세바스찬 디수자 대주교에 따르면, 그녀가 처음 심장 질환으로 입원했을 때 악마의 공격을 받고 있다고 생각해 테레사 수녀의 허락을 받아 한 사제가 구마 예식을 집전하도록 지시했다. 1997년 3월 13일, 테레사 수녀는 사랑의 선교회 총원장직에서 사임했다. 그녀는 같은 해 9월 5일에 세상을 떠났다.

#### 추모 반응
테레사 수녀는 장례식 전까지 일주일 동안 캘커타의 세인트 토마스 성당에서 공개 관에 안치되었다. 그녀는 인도 정부로부터 국장 예우를 받았으며, 이는 모든 종교의 가난한 사람들을 위해 헌신한 그녀의 봉사에 대한 감사의 표시였다. 교황의 특사인 국무원장 안젤로 소다노 추기경이 장례 미사에서 강론을 전했다.
테레사 수녀의 죽음은 세속 사회와 종교 공동체 모두에서 애도되었다. 파키스탄의 나와즈 샤리프 총리는 그녀를 “더 높은 목적을 위해 오랫동안 살아온 드물고 특별한 인물”이라며 “가난하고 병들고 소외된 사람들을 돌본 그녀의 평생 헌신은 인류를 위한 가장 고귀한 봉사의 본보기”라고 평가했다. 전 유엔 사무총장 하비에르 페레스 데 쿠엘야르는 그녀에 대해 “그녀는 유엔 그 자체이며, 세상의 평화”라고 말했다.

## 인정과 반응

### 인도
마더 테레사는 인도 정부로부터 ‘메리 테레사 보야치우’라는 이름으로 외교관 여권을 발급받은 바 있다. 그녀는 1962년에 파드마 쉬리 훈장을, 1969년에는 자와할랄 네루 국제이해상(Jawaharlal Nehru Award for International Understanding)을 수상했다. 이후에도 인도 최고 시민 훈장인 바라트 라트나(Bharat Ratna)를 포함해 여러 인도 내 상을 수상했다. 그녀의 공식 전기는 나빈 차울라(Navin Chawla)에 의해 1992년에 출간되었다. 콜카타에서는 일부 힌두교 신자들에 의해 신격화되어 숭배되기도 한다.
2010년 8월 28일, 인도 정부는 그녀의 탄생 100주년을 기념해 특별한 5루피 동전을 발행했다. 이 액수는 마더 테레사가 인도에 도착할 당시 가지고 있던 전 재산이기도 하다. 당시 대통령 프라티바 파틸은 “푸른 줄이 들어간 흰 사리를 입은 그녀와 자선수도회 수녀들은 노인, 빈곤층, 실직자, 병자, 임종자, 그리고 가족에게 버림받은 이들에게 희망의 상징이었다”고 말했다.
하지만 인도 내에서 마더 테레사에 대한 시각은 일관되지 않다. 콜카타에서 태어나 빈민가 활동을 하던 의사 아루프 채터지(Aroup Chatterjee)는 “그 빈민가에서 수녀들을 한 번도 본 적이 없다”고 주장했다. 그는 100명 이상의 자원봉사자, 수녀, 자선수도회 관계자들과의 인터뷰를 바탕으로 비판적인 내용을 담은 저서를 2003년에 출간했다. 그는 마더 테레사가 ‘고통의 숭배’를 조장하고 콜카타를 지나치게 부정적으로 묘사했으며, 사역 활동을 과장하고 기부금과 혜택을 부적절하게 사용했다고 비판했다. 그는 그녀가 사망한 1997년 이후, 예컨대 주사바늘 재사용 같은 위생 문제들이 개선되었다고 주장했다.
2005년부터 2010년까지 콜카타 시장이었던 비카시 란잔 바타차르야(Bikash Ranjan Bhattacharya)는 “그녀는 이 도시의 빈민들에게 실질적인 영향을 미치지 못했고, 질병을 치료하기보다 미화했으며 도시를 왜곡되게 묘사했다”고 말했다. 그는 “콜카타에 빈곤이 있었던 것은 사실이나, 그녀가 묘사한 것처럼 나병환자나 거지의 도시였던 적은 없다”고 강조했다. 인도 우파 정당인 바라티야 자나타당(BJP)은 기독교 달리트 문제를 놓고 마더 테레사와 충돌했으나, 그녀가 사망하자 장례식에 대표를 파견하며 찬사를 보냈다. 반면, 비슈와 힌두 파리샤드(VHP)는 그녀에게 국장을 허락한 정부 결정을 반대했다. 사무총장 기리라지 키쇼르는 “그녀의 첫 번째 임무는 교회에 있었고, 사회 봉사는 부수적이었다”고 주장하며, 그녀가 기독교인을 우대하고 임종자를 몰래 세례시켰다고 비난했다. 반면, 인도 시사 잡지 프론트라인은 1면 헌사를 통해 이런 주장들을 “명백한 허위”라고 일축하며, “콜카타를 포함해 대중의 인식에 전혀 영향을 주지 못했다”고 전했다. 해당 기사는 마더 테레사의 ‘이타적 돌봄’, 에너지, 용기를 칭찬하면서도, 낙태 반대 운동이나 ‘정치적이지 않다’는 그녀의 주장에 대해서는 비판적이었다.
2015년 2월, 우익 힌두 민족주의 단체 라슈트리야 스와얌세박 상(RSS)의 지도자 모한 바그왓(Mohan Bhagwat)은 마더 테레사의 목적이 “봉사 대상자를 기독교도로 개종시키는 것”이었다고 말했다. 이전 대변인이었던 M.G. 바이디야(M.G. Vaidhya)는 이에 동의하며, RSS는 언론이 바그왓의 발언을 왜곡했다고 주장했다. 이에 대해 트리나물 의회 의원 데렉 오브라이언, CPI 지도자 아툴 안잔, 델리 주총리 아르빈드 케지리왈 등은 바그왓의 발언에 항의했다. 1991년에는 인도 최초의 근대 대학인 세람포어 대학이 D.S. 사티야란잔 총장 재임 시절 그녀에게 명예 박사 학위를 수여했다.

### 해외
그녀는 1962년에 남아시아 및 동아시아에서 활동한 인물을 대상으로 하는 라몬 막사이사이 평화 및 국제이해상을 수상했다. 수상 사유에는 “한 외국 땅에서 가장 비참한 가난한 자들을 자비롭게 돌보고, 그들을 위한 새로운 수도회를 이끈 공로”가 기록되었다. 1970년대 초, 마더 테레사는 국제적인 유명 인사가 되었으며, 이 과정에서 맬컴 머거리지가 제작한 BBC 다큐멘터리 Something Beautiful for God (1969)와 동명의 저서(1971)가 큰 역할을 했다. 머거리지는 당시 개인적인 신앙 여정을 겪고 있었으며, 조명이 부족했던 장면에서 새로운 초감도 코닥 필름이 예기치 않게 선명한 영상을 만들어냈다. 그는 이를 ‘신의 빛’이라고 표현했고, 이후 가톨릭으로 개종했다.
그 무렵부터 가톨릭 세계는 마더 테레사를 공공연히 예우하기 시작했다. 교황 바오로 6세는 그녀에게 제1회 요한 23세 평화상을 수여하며, 가난한 자에 대한 사랑과 평화 증진 노력을 치하했다. 그녀는 1976년에는 파켐 인 테리스 상도 수상했다. 사망 후 그녀의 시성 절차는 빠르게 진행되었다.
그녀는 여러 정부와 민간 단체로부터 훈장과 상을 수여받았다. 1982년에는 오스트레일리아 정부로부터 ‘호주 훈장 명예 동료’로 임명되었으며, 이는 오스트레일리아와 전 인류를 위한 그녀의 봉사를 인정한 것이다. 영국과 미국도 여러 상을 수여했으며, 1983년에는 ‘공로 훈장(Order of Merit)’, 1996년 11월 16일에는 미국 명예 시민권이 부여되었다. 알바니아는 1994년에 ‘국가 황금 명예 훈장’을 수여했지만, 이와 아이티의 두발리에 정권이 수여한 ‘레지옹 도뇌르’ 훈장 수락은 논란이 되었다. 마더 테레사는 두발리에 부부 및 부패한 사업가들과의 친분, 예컨대 찰스 키팅이나 로버트 맥스웰과의 관계로 비판받았다. 그녀는 키팅 재판에서 그에게 관용을 요청하는 편지를 판사에게 보낸 바 있다.
마더 테레사는 인도와 서방의 여러 대학에서 명예 학위를 받았으며, 인도-서방을 아우르는 다양한 민간 상도 수상했다. 여기에 인류애, 평화, 형제애 증진 공로로 1978년에 발잔상, 1975년에 알베르트 슈바이처 국제상을 받았다. 1976년 4월, 미국 펜실베이니아에 위치한 스크랜턴 대학교를 방문하여 인류 봉사 부문 라 스토르타 메달을 받았으며, 이 자리에서 4,500명의 청중에게 “가난한 이들을 당신의 집과 이웃에서 알아가라”고 격려했다. 그녀는 “가난한 이들은 고통받는 그리스도의 형상이며, 그들과 함께할 때 우리는 성스러움 속에서 자라게 된다”고 강조했다. 1987년 8월에는 스크랜턴 대학에서 사회과학 명예박사학위를 받고 4,000명 이상의 학생 및 교구민들과 만났다. 그녀는 “작은 일을 큰 사랑으로 하라”고 전했다.
마더 테레사는 생전에도 갤럽이 선정한 ‘가장 존경받는 인물’ 여성 부문 상위 10위 안에 18차례 올랐고, 1980~90년대에는 여러 차례 1위를 차지했다. 1999년, 그녀는 갤럽이 발표한 ‘20세기 가장 존경받는 인물’ 1위에 오르며, 다른 후보들을 압도적으로 제쳤다. 모든 주요 인구 집단에서 1위를 차지했으며, 극소수의 젊은 층을 제외하고는 전반적인 존경을 받았다.

## 캘커타 대교구의 공동 수호성인
2017년 9월 4일, 테레사 수녀 시성 1주년을 기념하는 행사에서 사랑의 선교회 총원장 마리 프레마 피에릭 수녀는 테레사 수녀가 2017년 9월 6일 ‘가장 거룩한 묵주 기도의 성당’에서 열리는 미사 중 캘커타 대교구의 공동 수호성인이 될 것이라고 발표했다.
2017년 9월 5일, 로마 가톨릭 캘커타 대교구장 토머스 디수자 대주교는 테레사 수녀가 프란치스코 하비에르 성인과 함께 캘커타 대교구의 공동 수호성인으로 지정될 것이라고 확인했다.
2017년 9월 6일, 약 500명의 신자들이 대성당에서 열린 미사에 참석했으며, 그 자리에서 지역 교구 대리인 도미니크 고메스 신부가 테레사 수녀를 대교구의 두 번째 수호성인으로 선포하는 교령을 낭독했다.
이 미사는 디수자 대주교와 교황청 인도 대사인 지암바티스타 디콰트로 대주교가 공동으로 주례했으며, 교회 안에는 아이를 안고 있는 테레사 수녀의 청동상이 세워졌다.
가톨릭교회는 1986년에 프란치스코 하비에르 성인을 캘커타의 첫 번째 수호성인으로 선포했다.

## 같이 보기
- 압둘 사타르 에디
- 알바니아인
- 여자 노벨상 수상자 목록